# Eupithecia daemionata
Eupithecia daemionata är en fjärilsart som beskrevs av Karl Dietze 1904. Eupithecia daemionata ingår i släktet Eupithecia och familjen mätare. Inga underarter finns listade i Catalogue of Life.